# قرى بني صعب
قرى بني صعب وتعرف أيضًا باسم قرى الصعبيات، وهي مجموعة قرى فلسطينية تقع ضمن قضاء طولكرم العثماني وتحديدًا في جنوبه الغربي، وهو تقسيم إداري سابق في فلسطين التاريخية، كان بين عام 1884 وحتى عام 1920، خلال فترة حُكم الدولة العثمانية على فلسطين، عُرف باسم قضاء بني صعب.

## التسمية
سميت بهذا الاسم نسبة إلى بني صعب الذين قدموا إلى فلسطين مع صلاح الدين الأيوبي عام 1187 وسكنوا في القرى الواقعة إلى الجنوب من مدينة طولكرم.

## التاريخ
في سنة 1884 أنشأ العثمانيون قضاء طولكرم العثماني (قضاء بني صعب) وكان مركزه مدينة طولكرم، وربطت معه ناحية الحرم في أرسوف، وتعتبر قرى بني صعب من قرى المشيخة التي كانت سائدة في أواخر الحقبة العثمانيةنذكر منها قرى الكراسي، قرى جورة عمرة، قرى العِرقيات، قرى الكفريات، قرى النزلات، قرى الشعراوية، قرى مشاريق البيتاوي، قرى الجماعينيات، قرى بني صعب (الصعبيات)، قرى بني حارث، قرى بني زيد.

## قرى بني صعب
قُرى بني صعب في قضاء طولكرم العثماني وتشمل 30 قرية، وهي قلنسوة، الطيبةفرعون، فرديسيا، الراس، كفر صور، غابة كفر صور، كور، كفر عبوش، كفر زيباد، كفر جمّال، فلامية، الطيرة (القبلية)، مسكة، جيوس، عزون، النبي إلياس، عسلة، تبصر، كفر ثلث، راس عطية، خربة الأشقر، كفر برا، خربة خريش، قلقيلية، كفر سابا، حبلة، جلجولية، كفر قاسم ومجدل الصادق (مجدل يابا).